# 上山草人
上山草人（1884年1月30日—1954年7月28日），本名三田 貞（みた ただし），日本男演员。其最开始为日本新剧演员，后于1911年前往美国，成为好莱坞成立初期的演员之一。

## 生平
1884年，上山草人作为妇科医生的情人的私生子，生于宮城县仙台市。后因母亲精神错乱，辗转于亲戚家中。直至其10岁时，才被父方家属收养。后来其考入日本早稻田大学，与其哥哥一起寄宿于犬養毅家。在学期间其热衷于网球与演剧。而后，因与从欧洲归来的川上音二郎产生共鸣、于1908年成为日本新派的演员训练所的第一批学员。后来，虽然与犬養的女儿犬養操陷入爱情、但因犬養家的反对而导致犬養操被软禁在家，并最后与外交官结婚。上山草人则最后大学辍学，而后曾一时加入日本东京美术学校的日本画系。
上山草人虽然是隶属坪内逍遙成立的文艺协会的新剧演员，但因为与协会关系不佳，最后被责令退会。后来则干脆自己亲自成立了剧团-演伎座和近代剧协会，并与身为妻子的上山千枝子（艺名：山川浦路）及身为爱人的衣川孔雀等人亲自上演了一些演剧。其演剧多以引进的剧本为主，并在日本第一次上演了森鷗外翻译的《浮士德》及《麦克白》等，掀起了日本大正时代初期的新剧潮流。上山草人的妻子山川浦路因开始演剧，而差点被其母校女子学习院除名，但其不仅尽心维系剧团的运营，还与丈夫在东京新桥地区成功经营了一家名为「かかしや」的化妆品店。上山草人的情人衣川则为妻子公认。上山草人亦被传言说与神近市子也有一段恋情。

## 前往好莱坞

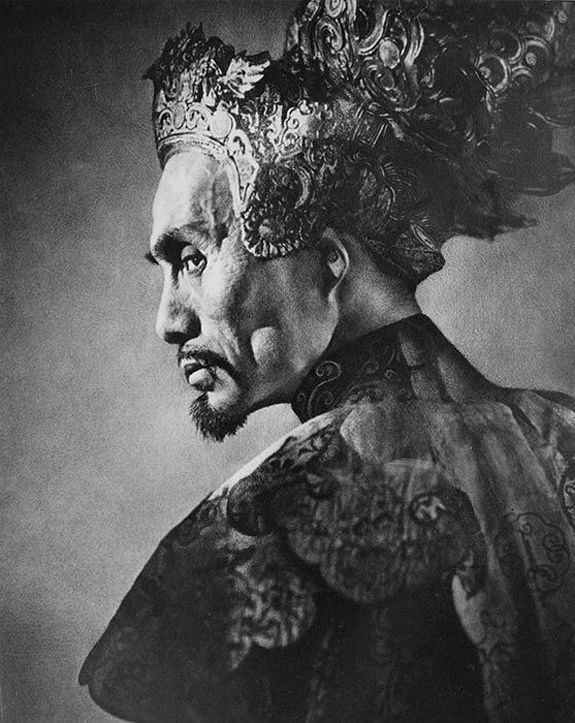
上山草人，1924年

因为剧团资金周转不周导致的贷款与绯闻的压迫、上山草人于1919年携妻子前往美国。在各地通过卖唱及发行日文杂志「東西新報」勉强糊口。而于1924年，因在范朋克主演的《巴格达的盗贼》中扮演蒙古王子而名骚一时。而后其一直使用Sojin一名出演了多部无声电影，更是与朗·钱尼等演员同台演出过。其出演过的电影达47部。但在好莱坞从未扮演过日本人的角色。其主要扮演角色为中国人的反面角色，但一直坚持拒绝扮演小偷等底层角色。
后伴随着有声电影的流行，因为上山不会说英语，而导致工作邀请急剧减少。最后于1929年，留下妻子独自回到了日本并进入了松竹蒲田的公司，继续以个性派演员进行演出。然而1954年在《七武士》中扮演了盲人的琵琶法师后，身体情况急剧恶化，于70岁时去世。
其性情刚烈，导致与周围冲突不断，但唯与谷崎潤一郎自大正时期就关系良好。上山的自传小说《蛇酒》的序言，就是谷崎为其撰写（上山曾经误以为自己的第二个妻子与谷崎暧昧，而与谷崎一时绝交过）。谷崎的小说《鮫人》中出场的梧桐寛治，还有佐藤春夫的《都会的憂鬱》中出场的大川秋帆，据说都是以上山草人为原型。

## 主要作品
- 巴格达的盗賊（The Thief of Bagdad，1924年）
- Soft Shoes（英语：Soft Shoes）（1925年）
- Proud Flesh（英语：Proud Flesh (film)）（1925年）
- The Sea Beast（英语：The Sea Beast）（1926年）
- The Honorable Mr. Buggs（英语：The Honorable Mr. Buggs）（1927年）
- 中國大偵探（英语：The Chinese Parrot (film)）（1927年）
- X女郎（英语：Madame X (1929 film)）（1929年）
- The Show of Shows（英语：The Show of Shows (film)）（1929年）
- 爱与人类同在（1931年） - 上山草人主演的无声映画
- 鞍馬天狗（1942年）
- 恋風五十三次（1952年）
- 七武士（1954年）
- 宮本武藏（1954年）※遗作

## 著作
- 『蛇酒』，序言 谷崎潤一郎，1917年
- 『煉獄』，序言 生田長江・谷崎潤一郎，1918年
- 『好莱坞的真相』，1930年

## 脚注
1. ↑  自传『蛇酒』
2. ↑  .   [2013-04-13]. （原始内容存档于2021-12-13）.
3. ↑  .   [2013-04-13]. （原始内容存档于2021-06-30）.
4. ↑  .   [2013-04-13]. （原始内容存档于2016-05-22）.
5. ↑  .   [2013-04-13]. （原始内容存档于2021-12-13）.
6. ↑  .   [2013-04-13]. （原始内容存档于2016-05-04）.